# National Portrait Gallery (Waszyngton)
National Portrait Gallery (Narodowa Galeria Portretów) – muzeum sztuki w Waszyngtonie, założone w 1962 roku na mocy ustawy Kongresu Stanów Zjednoczonych jako muzeum publiczne, do którego wstęp jest bezpłatny, poświęcone podobiznom osób, które zapisały się w historii i kulturze Stanów Zjednoczonych, jak również artystom, którzy podobizny te stworzyli. Muzeum mieści się w gmachu Old Patent Office Building, dzieląc powierzchnię wspólnie z Smithsonian American Art Museum and the Renwick Gallery. Muzealna kolekcja obejmuje obrazy olejne, grafikę, fotografię i multimedialną rzeźbę począwszy od portretów George’a Washingtona, a skończywszy na podobiznach Madonny.
Historyczny budynek muzeum, Old Patent Office został 12 stycznia 1965 roku wpisany na listę zabytków USA National Historic Landmark, a w 1966 roku na listę National Register of Historic Places, jako poz. nr #66000902.

## Historia

### XX wiek
National Portrait Gallery jest jedynym tego typu muzeum w Stanach Zjednoczonych, które poprzez swoje zbiory odzwierciedla związki pomiędzy amerykańską historią, sztuką i biografiami prezentując zróżnicowaną historię Ameryki na przykładzie pojedynczych osób.
Korzenie National Portrait Gallery sięgają końca XVIII wieku, kiedy Charles Willson Peale wziął na siebie zadanie stworzenia galerii bohaterów rewolucji amerykańskiej i innych „wielkich ludzi” swojej epoki. W 1857 roku Kongres Stanów Zjednoczonych zlecił George’owi Healy namalowanie prezydenckich portretów dla Białego Domu, być może częściowo ze względu na popularność nowo otwartego w Wielkiej Brytanii National Portrait Gallery, założonej w 1856 roku. Utworzenie „oficjalnego” amerykańskiego odpowiednika galerii brytyjskiej przeciągnęło się jednak aż do 1962 roku, kiedy została ona założona na mocy ustawy Kongresu i w 1968 roku otwarta dla publiczności. Galeria znalazła swe lokum w starym budynku Urzędu Patentowego. Wcześniej, w 1953 roku Kongres wprowadził przepisy mające na celu uniemożliwienie wyburzenia starego budynku Urzędu Patentowego na rogu ulic 7 th i F Streets w kwartale NW, gdzie zaplanowano budowę parkingu. Klasycystyczny budynek zaprojektowany przez Roberta Millsa, choć zaniedbany, został przez wielu uznany za dobro narodowe. Ukończony w 1867 roku, miał pierwotnie służyć jako galeria amerykańskiej wynalazczości. W czasach wojny secesyjnej był wykorzystywany jako szpital. Ostatecznie dzięki wysiłkom prezydenta Dwighta Eisenhowera i przewodniczącego Komisji ds. Sztuk Pięknych Davida Finleya budynek udało się uratować i ulokować w nim galerię portretów.
Pierwszym dyrektorem nowej placówki został Charles Nagel. Jego architektoniczne wykształcenie miało duże znaczenie, kiedy podjęto renowację zaniedbanego gmachu (1964–1968), do którego wprowadził się również National Collection of Fine Arts, późniejszy National Museum of American Art. Raczkujące National Portrait Gallery stanęło w obliczu szeregu wyzwań próbując stworzyć swoją tożsamość jako muzeum. Być może największym z tych wyzwań była próba utworzenia stałej kolekcji. Nagel został w 1969 roku zastąpiony przez Marvina Sadika. Nowy dyrektor podjął się gromadzenia tych prac, które jego zdaniem powinny znaleźć się w zbiorach muzeum. W 1982 roku Sadika zastąpił Alan Fern, który kontynuował poszukiwania portretów spoza sfery wielkiego malarstwa, próbując przy tym poszerzyć zbiory muzeum o inne gatunki sztuki, jak film, karykatura i fotografia. Starania te zostały uwieńczone powodzeniem; zorganizowana w 1991 roku wystawa fotografii Annie Leibovitz cieszyła się tak dużym powodzeniem, że musiano wprowadzić sprzedaż biletów, aby ograniczyć liczbę chętnych, co było wydarzeniem bez precedensu. Od tej pory stałą praktyką National Portrait Gallery stało prezentowanie amerykańskiej historii nie tylko na przykładzie malarstwa olejnego i rzeźby, ale także przy pomocy filmów, nagrań dźwiękowych, dokumentów tekstowych i wielu innych mediów.

### XXI wiek

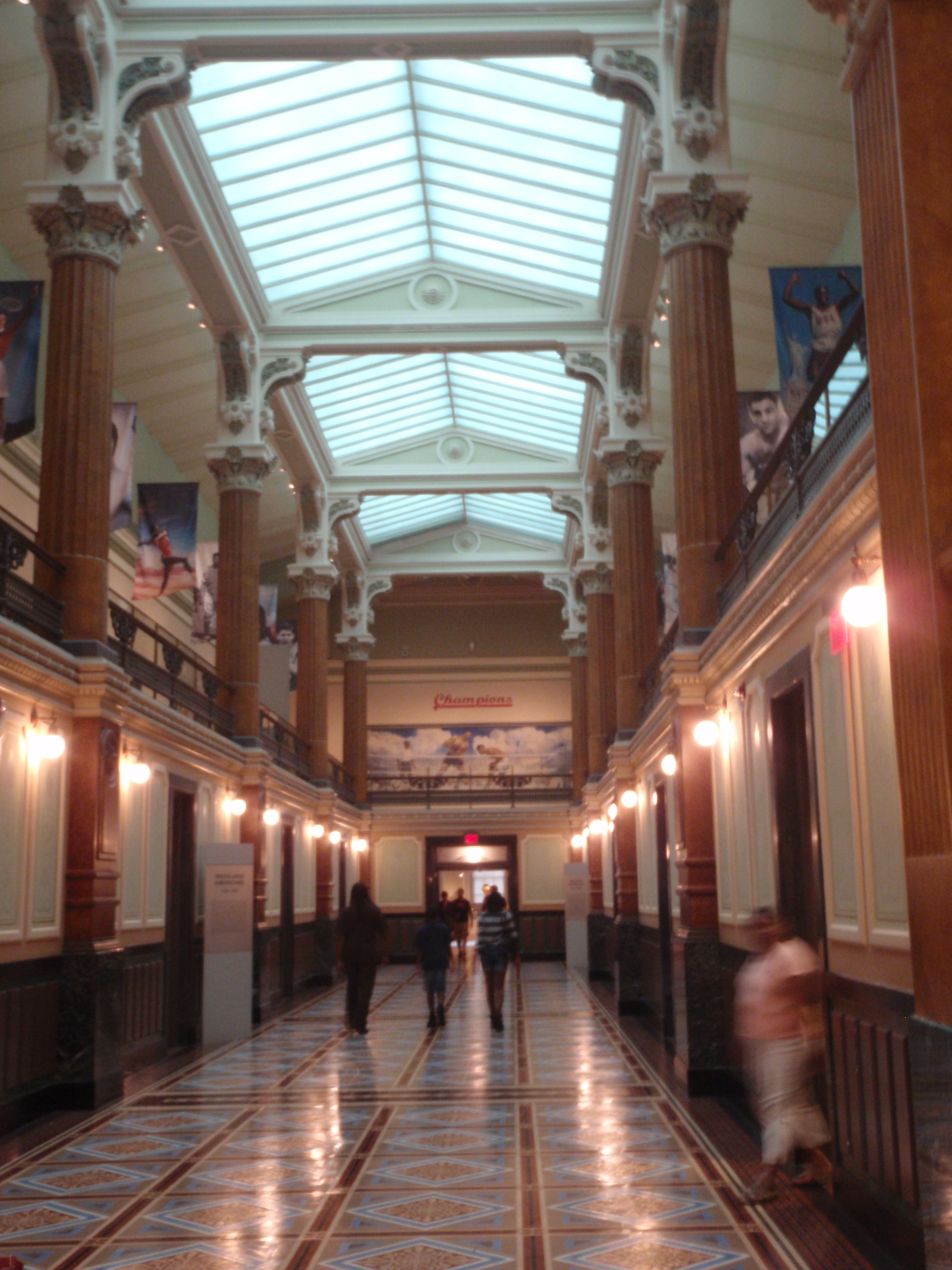
Wnętrze National Portrait Gallery – Great Hall

W 2000 roku Alan Fern podjął decyzję o przejściu na emeryturę. Za jego kadencji kolekcja National Portrait Gallery wzrosła do ponad 18 000 eksponatów, a liczba zwiedzających w 1999 roku wyniosła 432 000. W roku 2000 podjęto również decyzję o renowacji gmachu Old Patent Office Building, którą zaplanowano na 3 lata i której koszt miał wynieść 60 milionów dolarów.
Renowacja, której całkowity koszt wyniósł ostatecznie 283 miliony dolarów, przeciągnęła się do 2006 roku, ale dzięki niej zabytkowy budynek odzyskał swą dawną świetność. O bogactwie architektury budynku świadczą między innymi: portyki wzorowane na Partenonie w Atenach, podwójne kręcone schody, sklepienia w galeriach, duże okna i biegnące przez cały budynek świetliki.

## Działalność

### Donald W. Reynolds Center for American Art and Portraiture
12 października 2005 roku Smithsonian Institution ogłosił, że National Portrait Gallery oraz Smithsonian American Art Museum skoordynują swoją działalność jako Donald W. Reynolds Center for American Art and Portraiture. Przedsięwzięcie otrzymało nazwę na cześć donatora Donalda W. Reynoldsa, założyciela Donald W. Reynolds Foundation. Na wspólne przedsięwzięcie składają się kolekcje obu muzeów, znajdujące się w zabytkowym gmachu Old Patent Office Building, a także pracownia konserwatorska Lunder Conservation Center, centrum edukacyjne Luce Foundation Center for American Art, Nan Tucker McEvoy Auditorium oraz Robert and Arlene Kogod Courtyard.

### Lunder Conservation Center

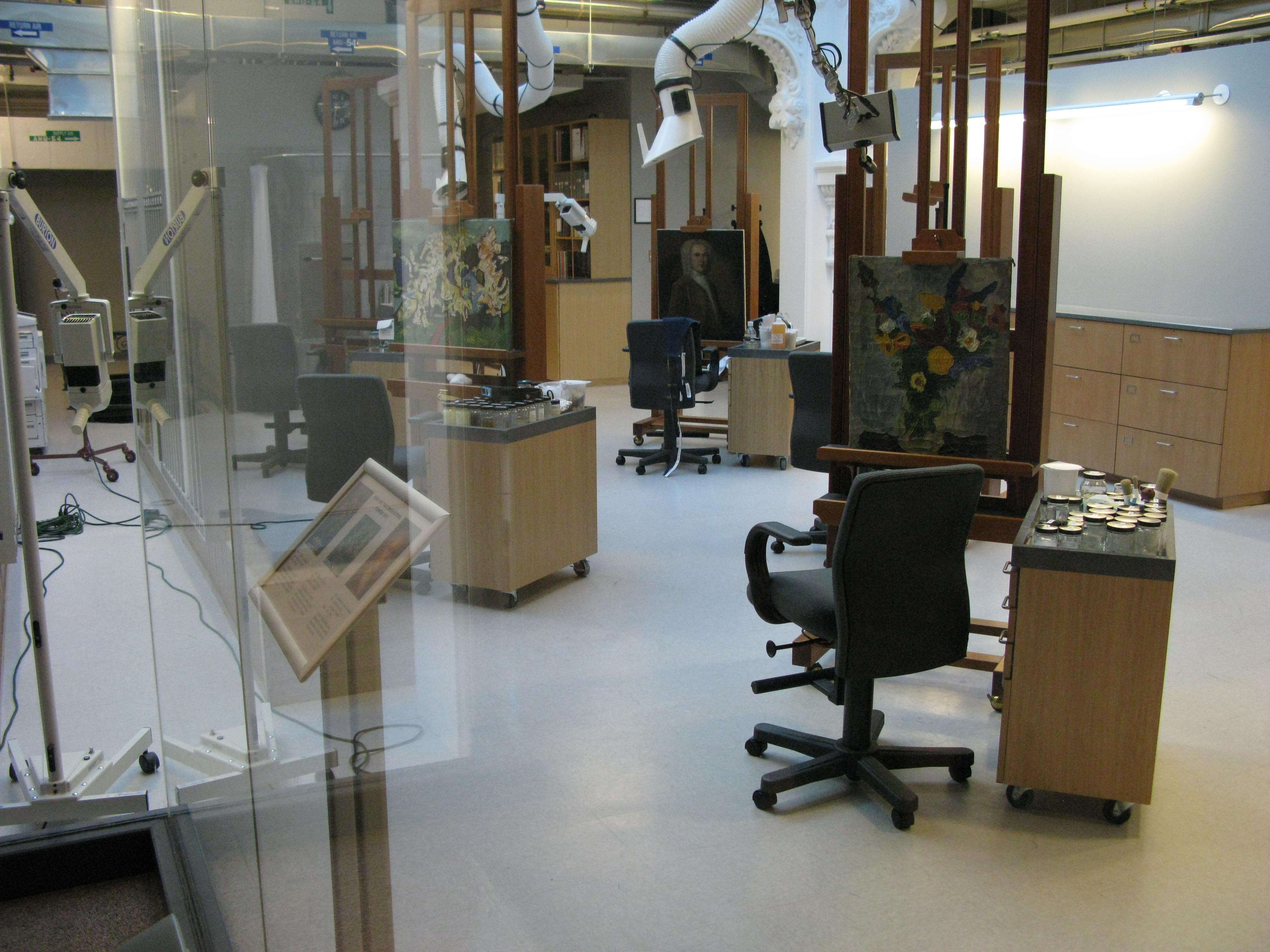
Jedna z pracowni konserwatorskich

Lunder Conservation Center to pracownia zajmująca się konserwowaniem dzieł sztuki obu muzeów, mieszcząca się w Old patent Offoce Building. Konserwatorzy pracują w pięciu różnych laboratoriach: Frames Studio, Paintings Studio, Paintings Lab, Paper Lab, Objects Lab. Dzięki szklanym ścianom zwiedzający centrum mają możliwość oglądania konserwatorów podczas pracy, co jest z reguły niemożliwe w innych muzeach. Dodatkowym ułatwieniem dla zwiedzających są interaktywne komputerowe bazy danych i specjalne ekrany, umożliwiające bliższe zapoznanie się z zagadnieniami dotyczącymi konserwacji i jej znaczenia w programie ochrony dzieł sztuki i zabytków.
Pracownia zawdzięcza swe powstanie Peterowi Lunderowi, członkowi Smithsonian National Board i Smithsonian American Art Museum’s Board of Commissioners. Lunder i jego żona Paula są kolekcjonerami sztuki amerykańskiej i darczyńcami Smithsonian American Art Museum. W 2001 roku oboje założyli w muzeum centrum edukacyjne Lunder Education Chair. Ideę centrum wsparły też inne fundacje: Horace W. Goldsmith Foundation z Nowego Jorku i J. Paul Getty Trust z Los Angeles.

Chcemy, aby każdy zwiedzający widział magię wykonywaną przez konserwatorów, którzy dają pewność, iż nasze kolekcje będą [zachowane] w doskonałym stanie dla przyszłych pokoleń

### Luce Foundation Center for American Art

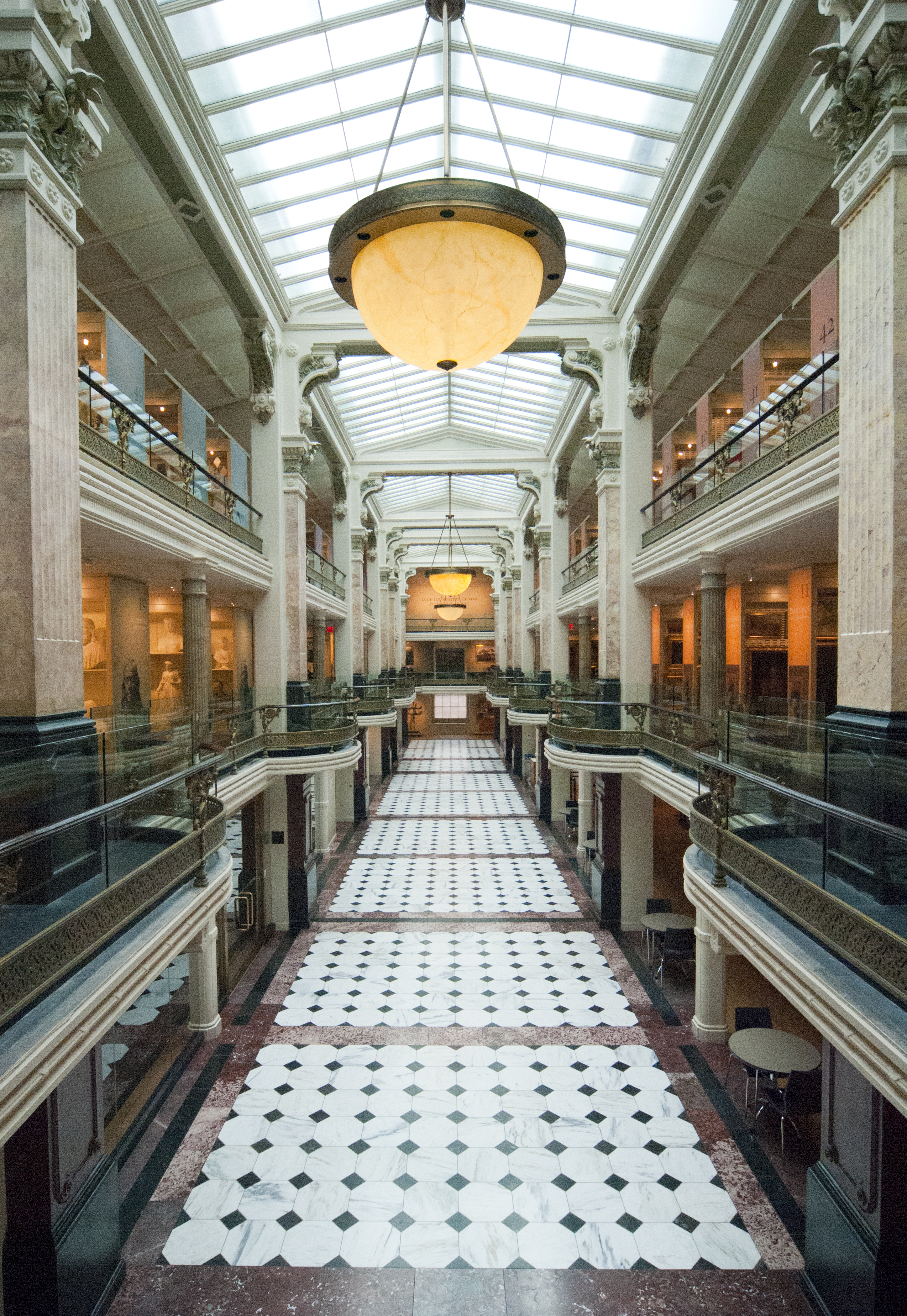
Luce Foundation Center for American Art

W 2001 roku fundacja Henry Luce Foundation przekazała 10 milionów dolarów na zorganizowanie w Smithsonian American Art Museum Centrum Sztuki Amerykańskiej – Luce Foundation Center for American Art. Centrum to otwarto 1 lipca 2006 roku, po gruntownej renowacji historycznego budynku muzeum. Luce Foundation Center for American Art to pierwszy wizualny magazyn sztuki oraz ośrodek badawczy w Waszyngtonie, pomyślany jako ogólnodostępne miejsce, umożliwiające nowe spojrzenie na sztukę amerykańską. W ośrodku, zajmującym powierzchnię ok. 2400 m² na trzecim i czwartym piętrze historycznego budynku muzeum, znajduje się ponad 3000 prac wybranych z kolekcji stałej muzeum; są wśród nich obrazy, rzeźby, współczesne rzemiosło artystyczne i dzieła sztuki ludowej, miniatury portretowe, medale z brązu i biżuteria. Wielkowymiarowe XIX- i XX-wieczne rzeźby ustawiono na głównym piętrze. W Centrum znalazły się również wybrane eksponaty z europejskiej kolekcji rzemiosła artystycznego Johna Gellatly.
Interaktywna komputerowa baza danych dostarcza informacji na temat każdego eksponatu. W jej zasobach znajdują się dyskusje na temat każdego dzieła sztuki, biografie artystów, wywiady audio, zdjęcia i blisko 70 filmów zrealizowanych specjalnie dla centrum. Udzielaniem informacji ustnych oraz oprowadzaniem wycieczek zajmuje się punkt informacyjny Luce Foundation Center, w którym pełnią dyżury pracownicy Muzeum. Do dyspozycji zwiedzających jest również ogólnodostępny, bezprzewodowy Internet.

### Nan Tucker McEvoy Auditorium
Nan Tucker McEvoy Auditorium to widownia mająca 346 miejsc, zlokalizowana pod dziedzińcem Old Patent Office Building. Widownia jest miejscem różnorodnych wydarzeń kulturalnych, jak: wykłady, projekcje filmów, koncerty muzyczne, występy teatralne i pokazy taneczne.
Nan Tucker McEvoy Auditorium zostało otwarte w lipcu 2006 roku w wyniku renowacji Old Patent Office Building. Sala została zmodernizowana i wyposażona w nowoczesny system akustyczny, umożliwiający organizowanie zarówno koncertów muzycznych jak i projekcji filmów w systemie dźwięku przestrzennego.

### Robert and Arlene Kogod Courtyard

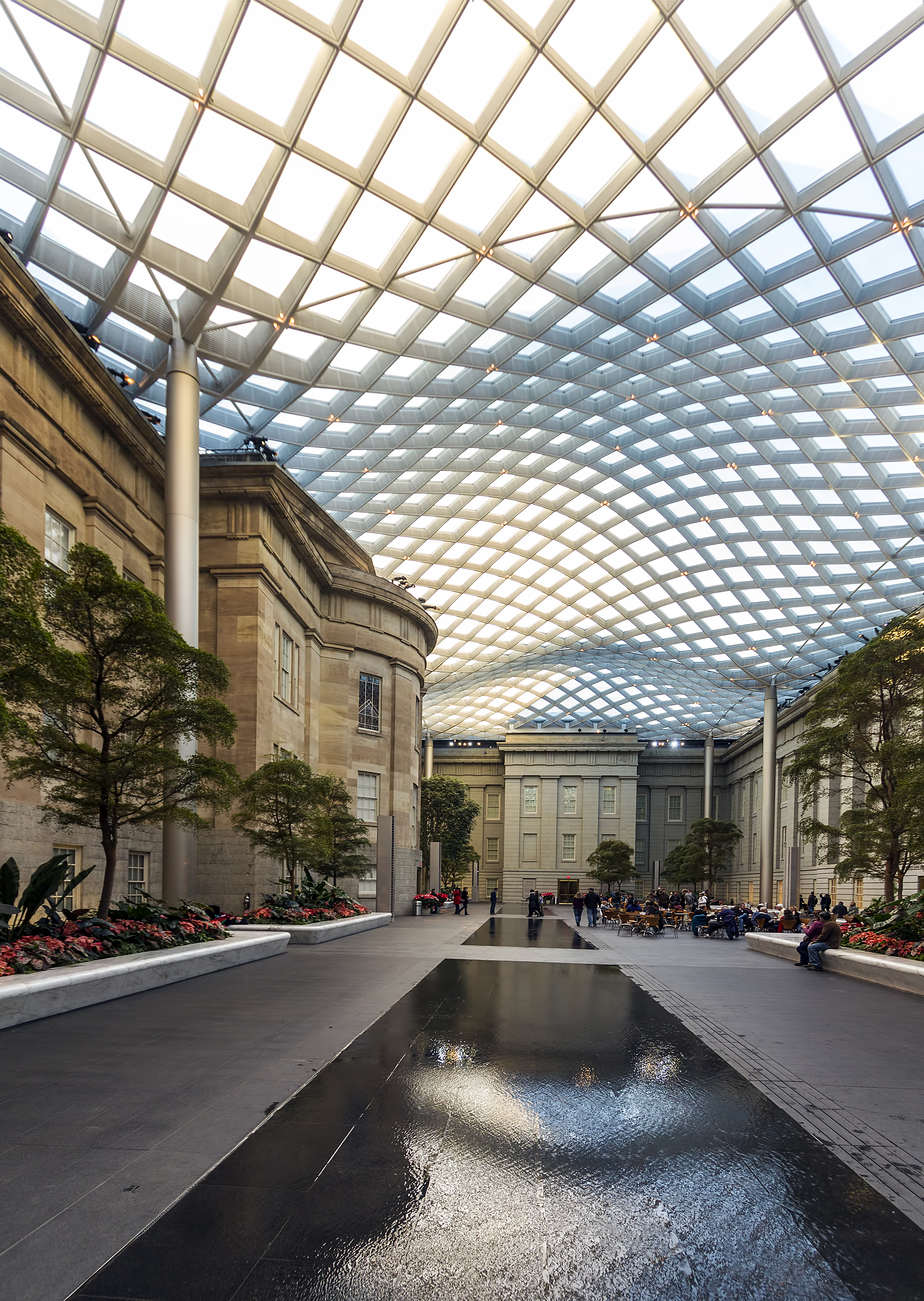
Robert and Arlene Kogod Courtyard

Wewnętrzny dziedziniec z eleganckim sklepieniem ze szkła został zaprojektowany przez światowej sławy architektów z firmy Foster and Partners i stanowi charakterystyczny, nowoczesny akcent przy zabytkowym Old Patent Office Building. Firma Foster and Partners, znana z takich projektów jak odbudowa gmachu Reichstagu w Berlinie, Wielkiego Dziedzińca Królowej Elżbiety II (Queen Elizabeth II Great Court) w Muzeum Brytyjskim w Londynie czy wieżowiec Hearst Tower w Nowym Jorku, została wybrana w 2004 roku, po międzynarodowym konkursie. Projekt architektoniczny Foster and Partners uzupełniła światowej sławy projektantka krajobrazu Kathryn Gustafson z firmy Gustafson Guthrie Nichol Ltd. ze Seattle. Zaprojektowała ona wewnętrzny dziedziniec z drzewami i roślinami i urządzeniami wodnymi. Dziedziniec został dedykowany głównym darczyńcom muzeum, waszyngtońskim filantropom i kolekcjonerom sztuki Robertowi i Arlene Kogod.
Foster and Partners we współpracy ze Smithsonian Institution stworzyli w centrum zabytkowego budynku pomysłowy łącznik o powierzchni około 2 600 m². Falisty dach ze szkła i stali, wznoszący się nad dziedzińcem, przepuszcza naturalne światło, ale chroni gości przed wpływami pogodowymi. Szklane panele z wielowarstwowego szkła zostały wmontowane w kratownicę podtrzymywaną wyłącznie przez osiem kolumn ustawionych na obwodzie dziedzińca tak, aby ciężar dachu nie oddziaływał na zabytkowy budynek. Wypełniony światłem dziedziniec jest ważnym miejscem spotkań mieszkańców Waszyngtonu. Jako przestrzeń publiczna służy do organizacji różnych imprez kulturalnych jak spektakle, koncerty, odczyty czy programy dla dzieci. Ofertę uzupełnia ogólnodostępny, bezprzewodowy dostęp do Internetu oraz kawiarnia Cafè Courtyard.

## Dyrektorzy
- Charles Nagel (1964–1969)[17]
- Marvin Sadik (1969–1 lipca 1981)[18]
- Alan M. Fern (czerwiec June 1982–2000[7]
- Marc Pachter (2000–2007)[19]
- Martin E. Sullivan (2008–2012)[20]
- Wendy Wick Reaves (czerwiec 2012–marzec 2013)[21]
- Kim Sajet – od 1 kwietnia 2013[21]

## Zbiory
W zbiorach National Portrait Gallery znajduje się obecnie (kwiecień 2013) około 21 200 eksponatów, w tym ponad 1 600 portretów prezydentów Stanów Zjednoczonych, 5 444 szklanych negatywów z pracowni Mathew B. Brady’ego i oryginalne prace graficzne z 2 139 okładek tygodnika Time. Zbiory prezentowane są poprzez długoterminowe wystawy stałe jak: „America’s Presidents,” „American Origins”, „Twentieth-Century Americans” i „The Struggle for Justice”. Kolekcja podobizn prezydentów Stanów Zjednoczonych jest jedyną tego typu poza Białym Domem.

### Wystawy stałe

#### American Origins, 1600–1900
Wystawa „American Origins, 1600–1900” („Amerykańskie początki, 1600–1900”; parter, część wschodnia) jest prezentowana na parterze w ciągu 17 galerii i alkow urządzonych chronologicznie tak, aby zwiedzający mieli możliwość prześledzenia historii Ameryki od momentu kontaktu między rdzennymi Amerykanami a europejskimi odkrywcami poprzez wojnę o niepodległość do wieku pozłacanego. Główne postacie tej ekspozycji to między innymi Pocahontas, Chief Joseph, Benjamin Franklin, Alexander Hamilton, Henry Clay, Nathaniel Hawthorne, Harriet Beecher Stowe, Thomas Edison i Mark Twain. Trzy galerie są poświęcone wyłącznie wojnie secesyjnej. Wystawę uzupełnia zbiór współczesnych odbitek fotograficznych wyprodukowanych z oryginalnych negatywów Mathew Brady’ego oraz wybór najbardziej interesujących dagerotypów.

#### „Renovating a Landmark: From Patent Office to Reynolds Center”
Ta niewielka wystawa (Historic Fabric Room, parter, koło szatni) upamiętnia oddanie do użytku dziedzińca Robert and Arlene Kogod Courtyard, będącego końcowym etapem renowacji głównego budynku muzeum. Wystawa uwypukla wybrane aspekty renowacji poprzez fotografie (w tym fotografie historyczne budynku), detale architektoniczne budynku i przedmioty znalezione podczas prac wykopaliskowych na dziedzińcu (w tym fragment jednej z XIX-wiecznych żeliwnych fontann).

#### „Jo Davidson: Biographer in Bronze”
Wystawa „Jo Davidson: Biographer in Bronze” („Jo Davidson: Biograf w brązie”, parter, część północna) została otwarta w 2006 roku i obejmuje 14 rzeźb wykonanych w I połowie XX wieku przez Jo Davidson z terakoty i brązu, w tym podobizny: Johna Martina, Lincolna Steffensa, Gertrude Stein i Franklina Delano Roosevelta.

#### „America’s Presidents”

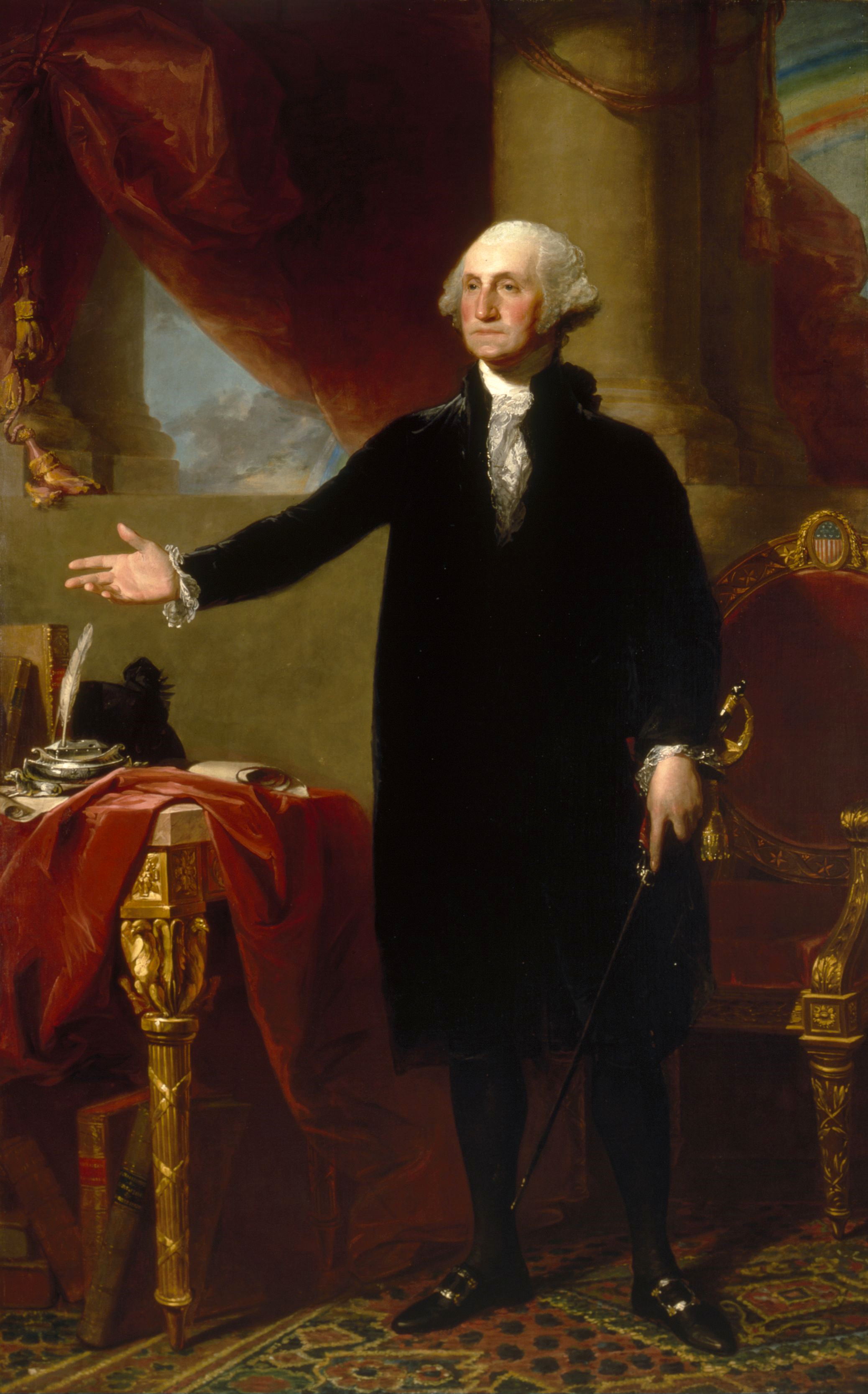
Gilbert Charles Stuart, George Washington („Portret Lansdowne'a”), 1796

Wystawa „America’s Presidents” („Prezydenci Ameryki”; I piętro, część północna) ukazuje różnego rodzaju podobizny 43 prezydentów Stanów Zjednoczonych stanowiąc zasadniczy punkt misji muzeum – ukazywania historii Ameryki na przykładzie działań jednostek. Wystawę rozpoczyna najwybitniejszy historyczny obraz w dziejach narodu amerykańskiego, portret-symbol George’a Washingtona (tzw. portret „Lansdowne'a”) pędzla Gilberta Charlesa Stuarta, a kończy plakat z portretem aktualnego prezydenta Baracka Obamy – Obama Hope. O zróżnicowaniu tej części zbiorów świadczą gipsowe odlewy głowy i rąk prezydenta Abrahama Lincolna oraz żartobliwe rzeźby karykaturzysty Pata Oliphanta przedstawiające Lyndona B. Johnsona, Richarda Nixona, Jimmy Cartera i George H.W. Busha grającego w kręgle. Specjalną uwagę poświęcono pięciu prezydentom z uwagi na szczególne znaczenie pełnionego przez nich urzędu; są to George Washington, Andrew Jackson, Abraham Lincoln, Theodore Roosevelt i Franklin Delano Roosevelt. Wystawę wzbogacają materiały audio.

#### The Struggle for Justice
Wystawa „The Struggle for Justice” („Walka o sprawiedliwość”, I piętro) ukazuje znaczące postacie ze świata polityki i kultury (od XIX wieku do czasów współczesnych), które walczyły o prawa obywatelskie dla grup społecznych pozbawionych tych praw lub zepchniętych na margines. Kolekcja ponad 40 obrazów, rzeźb, plakatów i fotografii ukazuje działaczy politycznych i związkowych (Frederick Douglass, Thurgood Marshall, Martin Luther King i César Chávez), bojowniczki o prawa kobiet: Elizabeth Cady Stanton i Betty Friedan oraz postacie ze świata sportu (Jackie Robinson) i rozrywki (Marian Anderson).

#### „Twentieth-Century Americans”
Zorganizowana w czterech galeriach wystawa „Twentieth-Century Americans” („Amerykanie XX wieku”, II piętro, Great Hall, część południowa) prezentuje w czterech galeriach ważne postacie z amerykańskiego świata kultury, nauki i polityki XX wieku (Jane Addams, Douglas MacArthur, Sandra Day O’Connor, Robert F. Kennedy, Marilyn Monroe, Michael Jackson i inni).

#### „Bravo!” i „Champions”
Wystawa „Bravo!” (antresola II piętra, część południowa) ukazuje poprzez portrety, przedmioty pamiątkowe i wideo tych kompozytorów impresariów i wykonawców, którzy przyczynili się do rozwoju sztuki scenicznej począwszy od przełomu XIX i XX wieku do chwili obecnej (P.T. Barnum, John Wayne, Katherine Hepburn, Leonard Bernstein, Aaron Copeland i inni). Sąsiadująca z nią wystawa „Champions” („Mistrzowie”) prezentuje w taki sam sposób ważne postacie ze świata amerykańskiego sportu.

#### „Outdoor Sculptures: Daguerre Memorial”

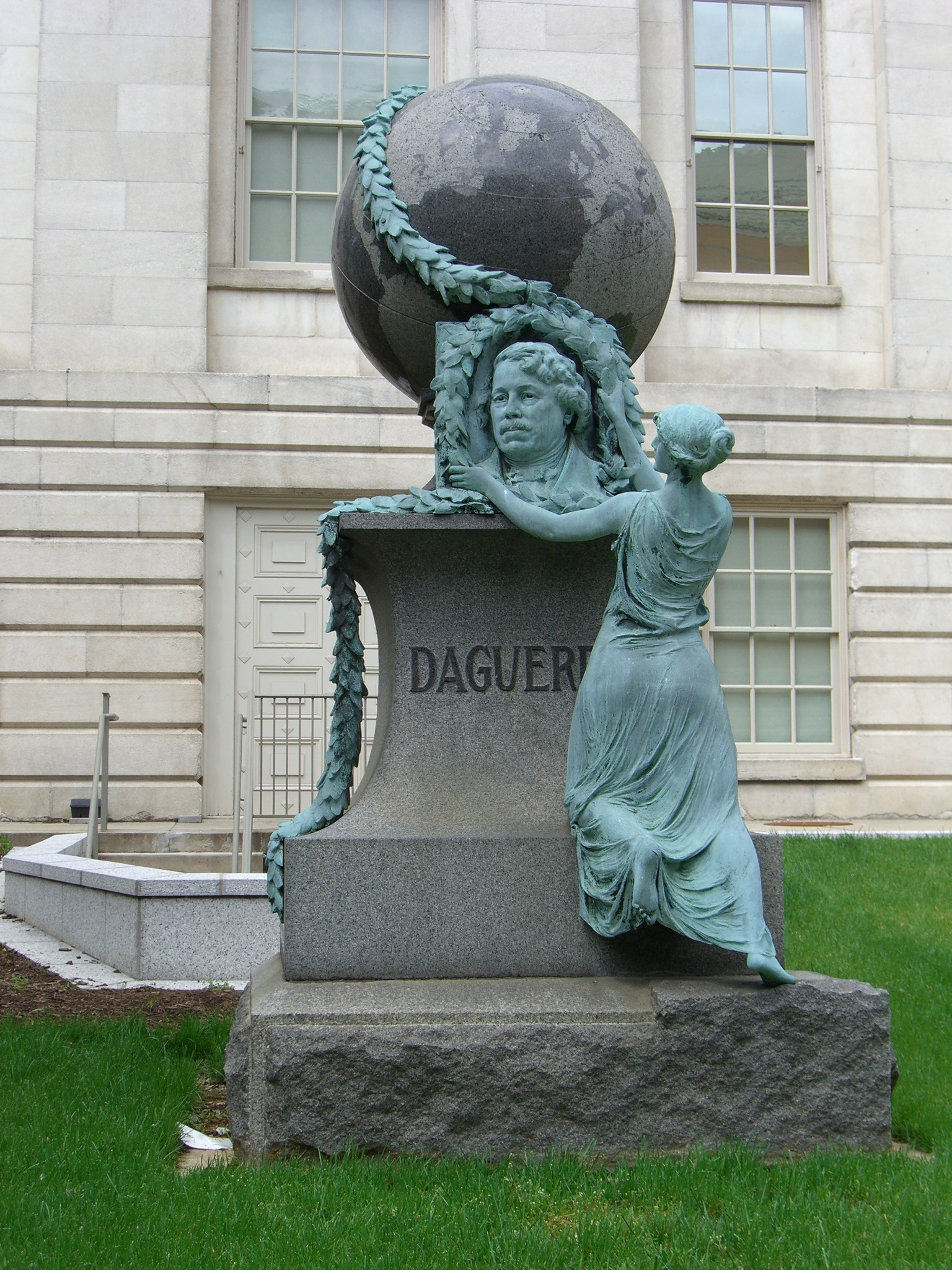
Pomnik Daguerre'a

Wystawa „Outdoor Sculptures: Daguerre Memorial” („Rzeźby na zewnątrz: Pomnik Daguerre'a”) znajduje się na zewnątrz budynku, od strony 7th Street. Centralny punkt ekspozycji stanowi Daguerre Memorial – wykonany w sierpniu 1890 roku z brązu i granitu przez Jonathana Scotta Hartleya i wysoki na 3,3 m pomnik przedstawiający niewielkie reliefowe popiersie Louisa Jacques’a Daguerre'a umieszczone na tle dużej kuli ziemskiej, ustawionej na wklęsłym postumencie. Kobieca postać wyobrażająca Sławę klęczy u podstawy postumentu ozdabiając twarz Daguerre'a wieńcem laurowym; drugi wieniec otacza kule ziemska symbolizując uniwersalizm fotografii. Rzeźba powstała z inicjatywy Photographer's Association of America (Związku Fotografów Ameryki) dla upamiętnienia 50-lecia istnienia fotografii (1839–1889) i pomyślana była jako dar dla narodu amerykańskiego. Odlana została w zakładzie Henry-Bonnard Bronze Company w Nowym Jorku. W latach 1897–1969 pomnik znajdował się po wschodniej stronie Smithsonian Institutions's Arts and Industries Building. W 1969 roku został przeniesiony do magazynu Smithsonian Institution w Suitland, stan Maryland. W latach późniejszych znalazł się przed budynkiem National Portrait Gallery. Wydany 1 sierpnia 1985 roku przez National Park Service dokument zatytułowany „A Guide to Selected Statues, Monuments and Memorials” stwierdza, że właścicielem pomnika jest Smithsonian Institution.

### Główne atrakcje
Do głównych atrakcji zbiorów National Portret Gallery należą:
- Gilbert Charles Stuart, George Washington (tzw. portret „Lansdowne'a”), olej na płótnie, 1796
- Joseph Duplessis, Benjamin Franklin (podobizna wykorzystana na banknocie 100-dolarowym), olej na płótnie, ok. 1785
- Augustus Washington, John Brown, dagerotyp, ok. 1846–1847
- nieznany autor, Frederick Douglass, dagerotyp (1856)
- Alexander Gardner, Abraham Lincoln (tzw. pęknięty portret), odbitka albuminowa, 1865
- Edgar Degas, Mary Cassatt, olej na płótnie, ok. 1880–1884
- Jo Davidson, Gertrude Stein, terakota, 1922–1923
- Edward Steichen, Charlie Chaplin, odbitka srebrowo-żelatynowa, 1925
- Beauford Delaney, Ethel Waters, pastel na papierze, 1940
- Georgia O’Keeffe, Beauford Delaney, pastel na papierze, 1943
- Roy DeCarava, John Coltrane, odbitka srebrowo-żelatynowa, 1961
- David Lenz, Eunice Kennedy Shriver, olej na płótnie, 2009

#### Obrazy olejne

##### Prezydenci

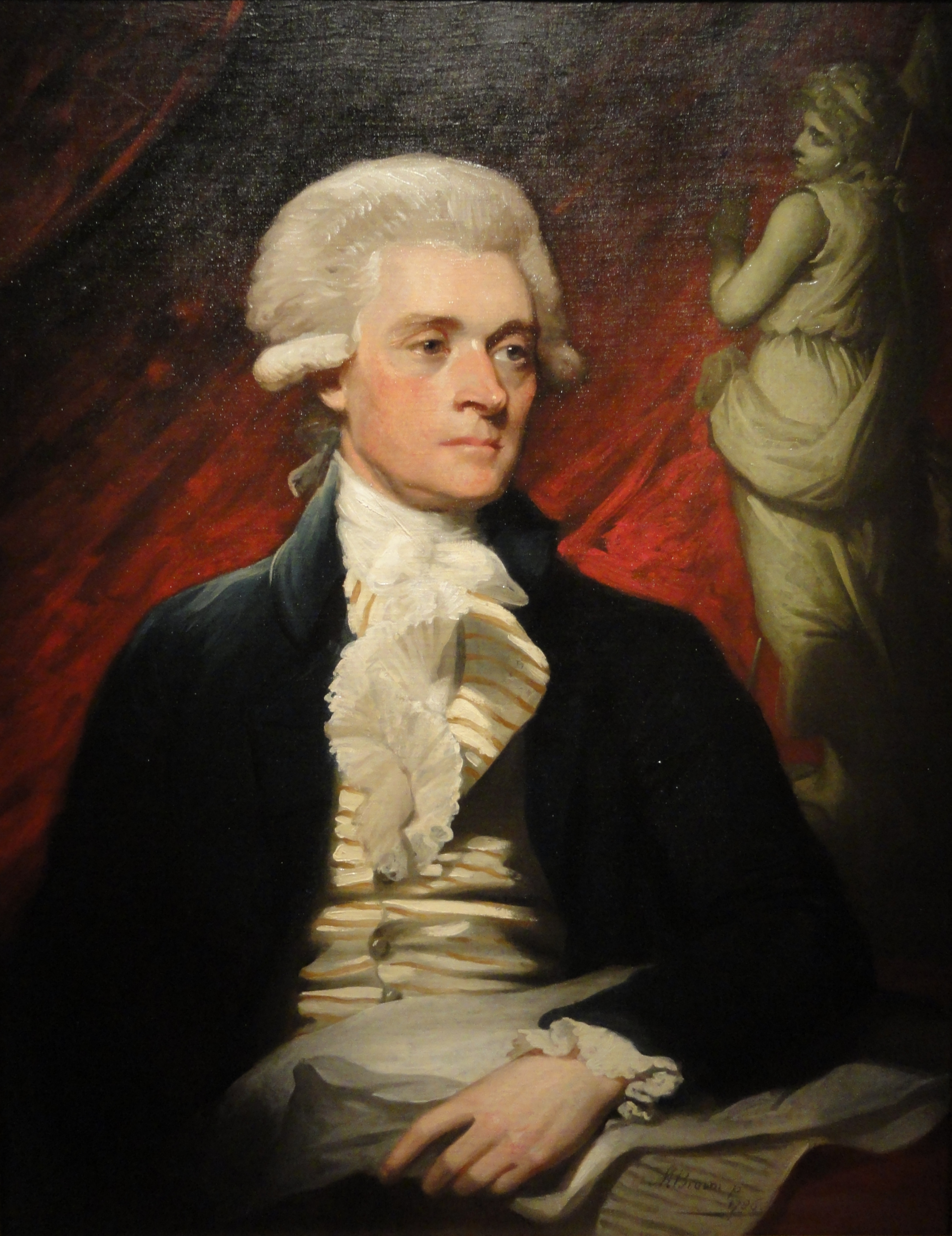
Mather Brown, Thomas Jefferson, 1786
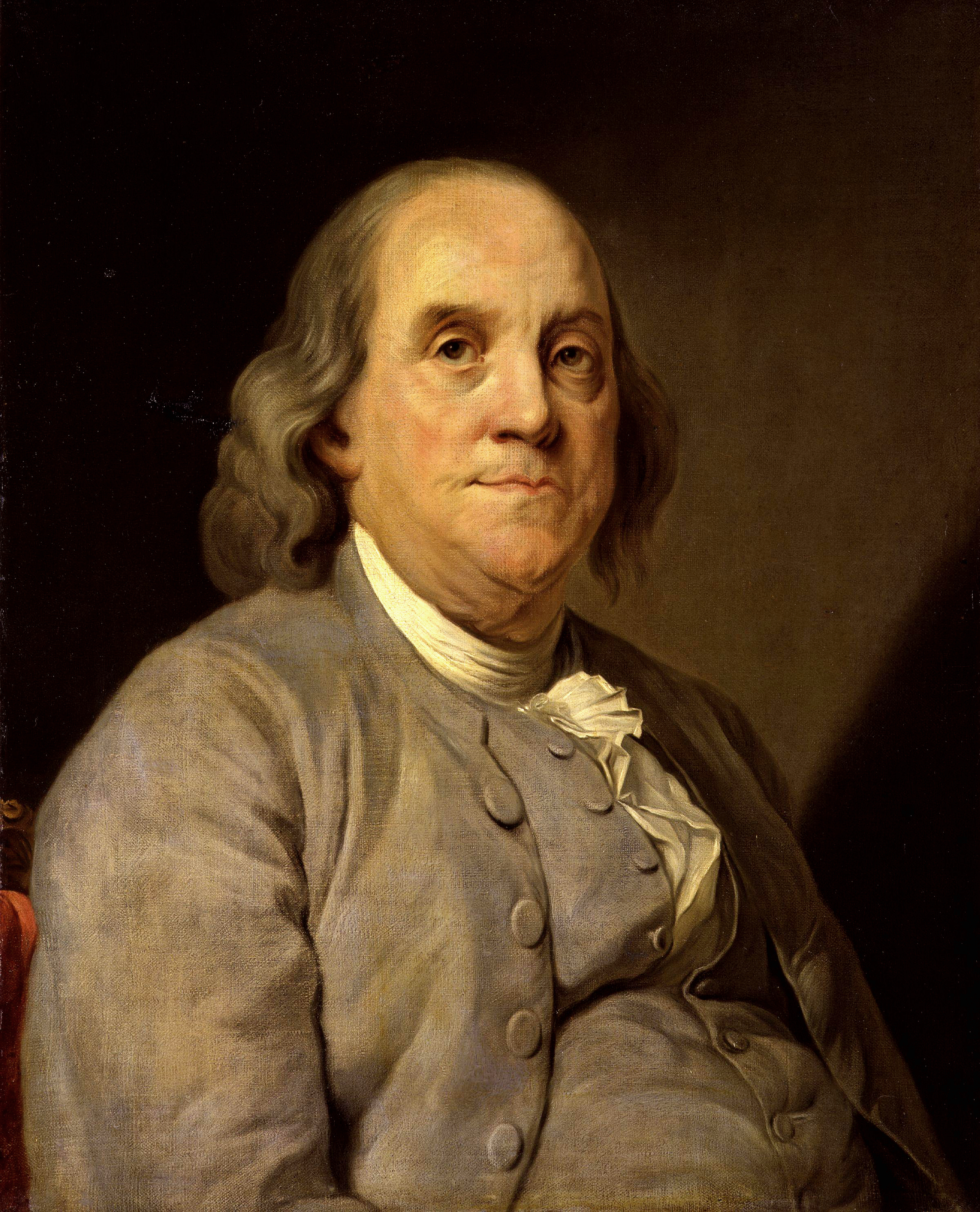
Joseph Duplessis, Benjamin Franklin, 1785
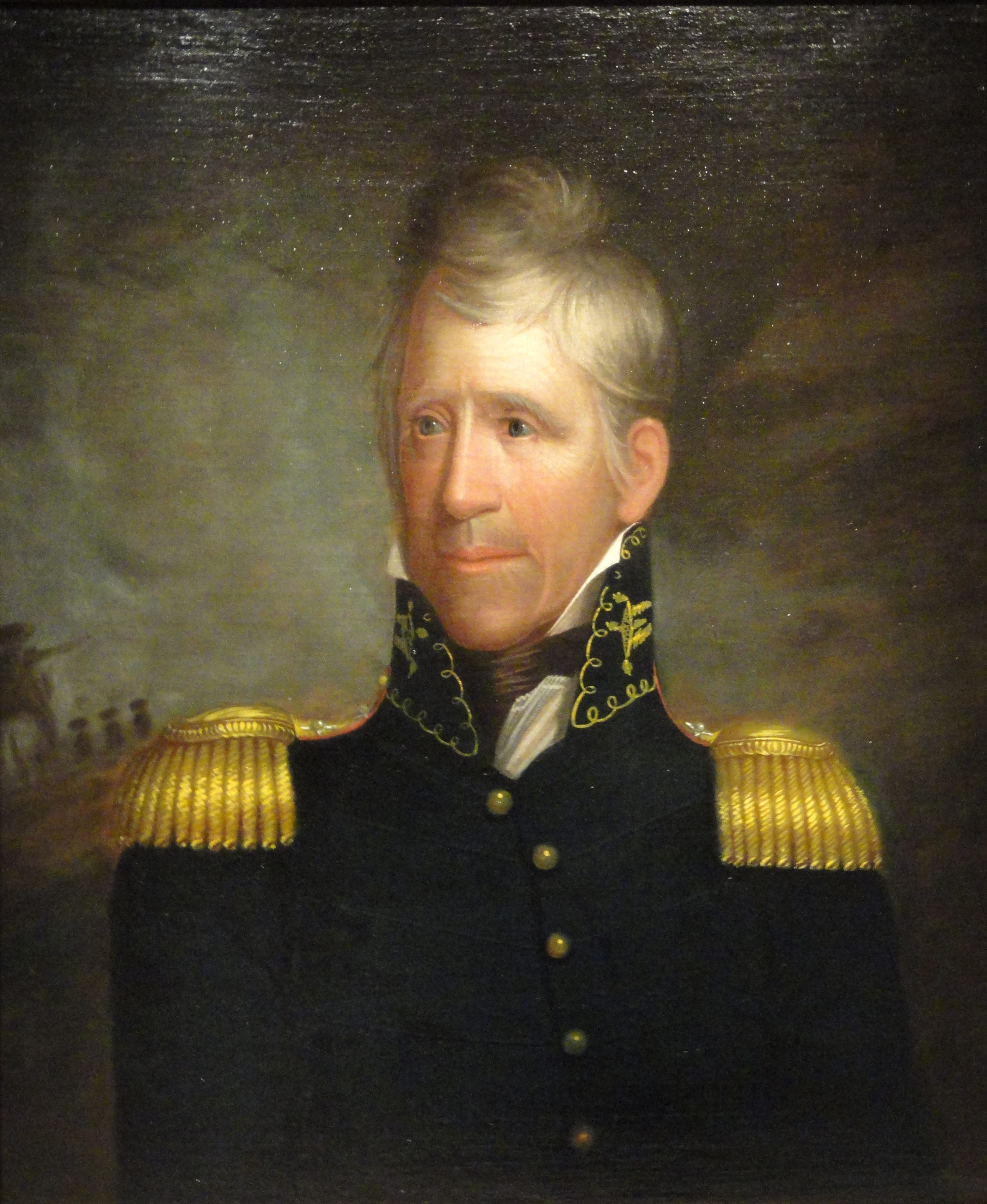
Ralph Eleaser Whiteside Earl, Andrew Jackson, ok. 1817
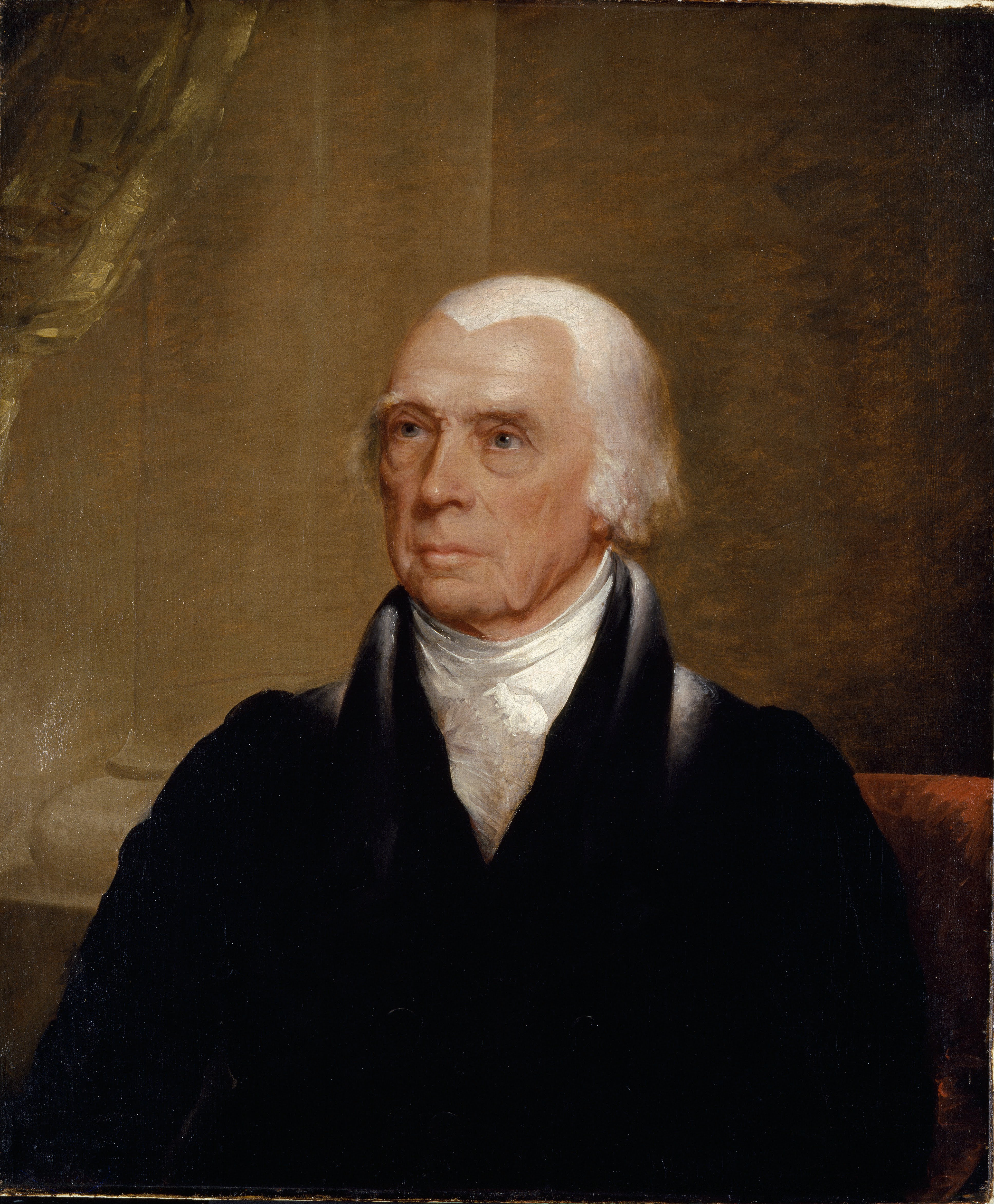
Chester Harding, James Madison, 1829–1830

##### Artyści, pisarze, działacze

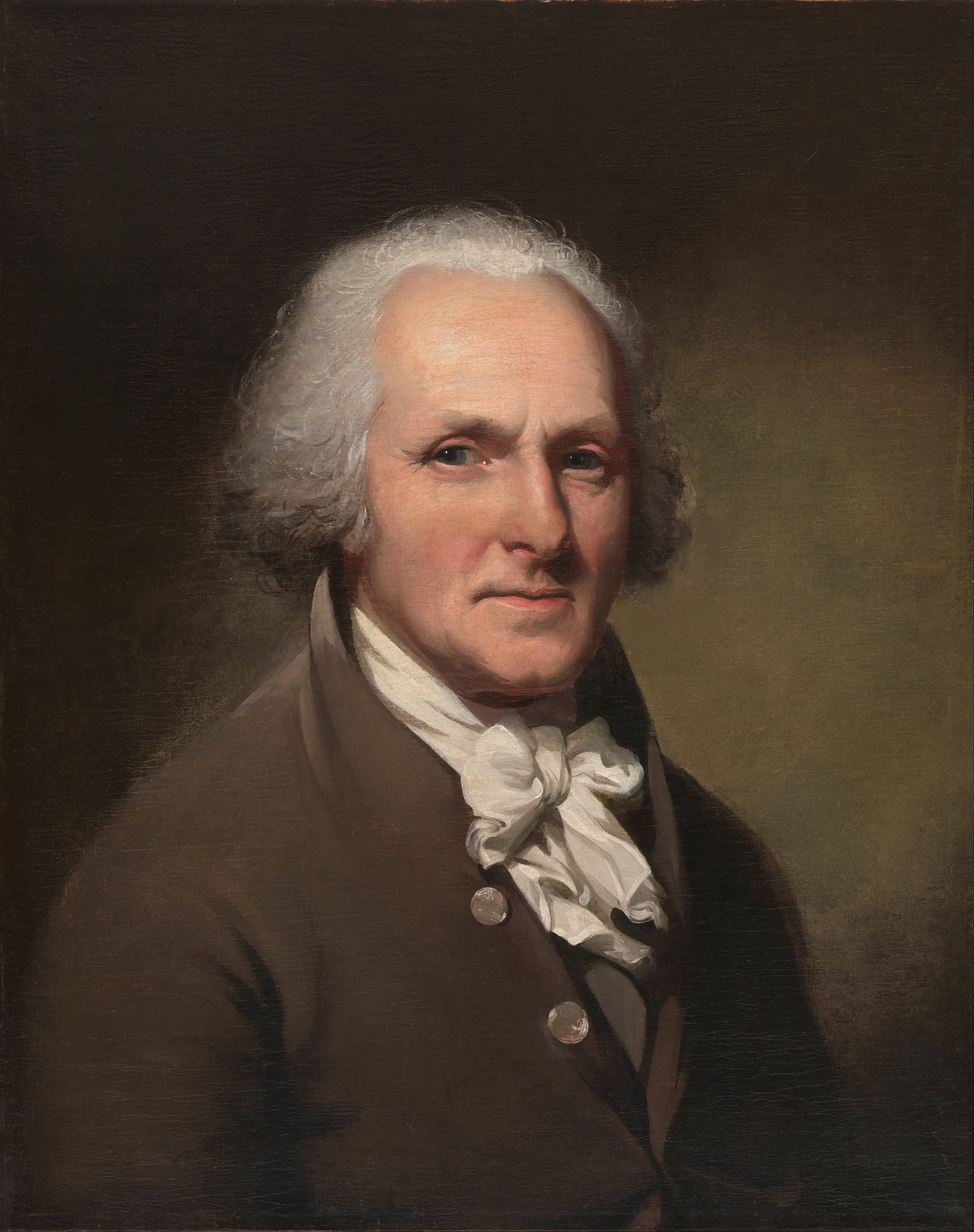
Charles Willson Peale, Autoportret, ok. 1791
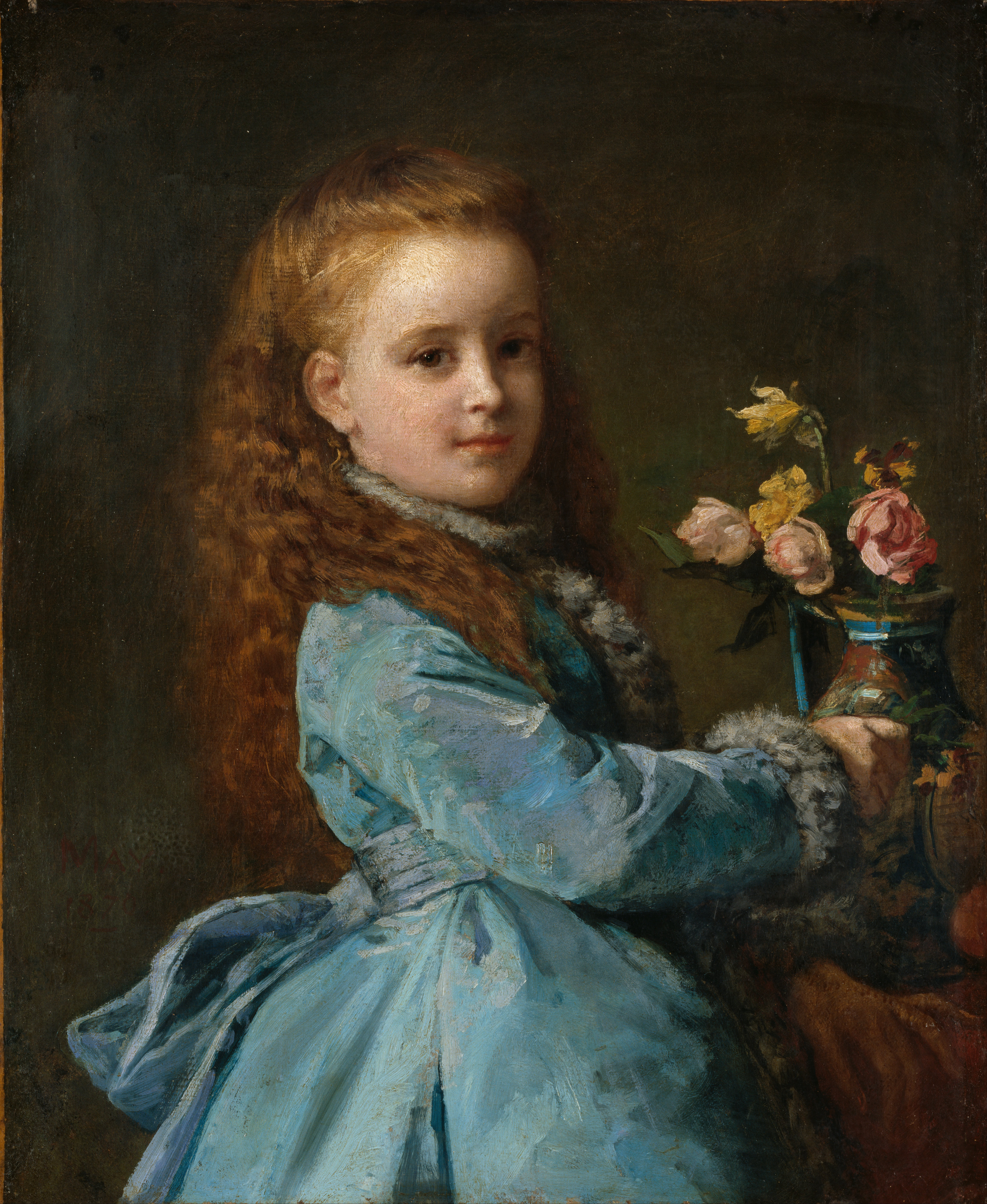
Edward Harrison May, Portret Edith Wharton, 1870
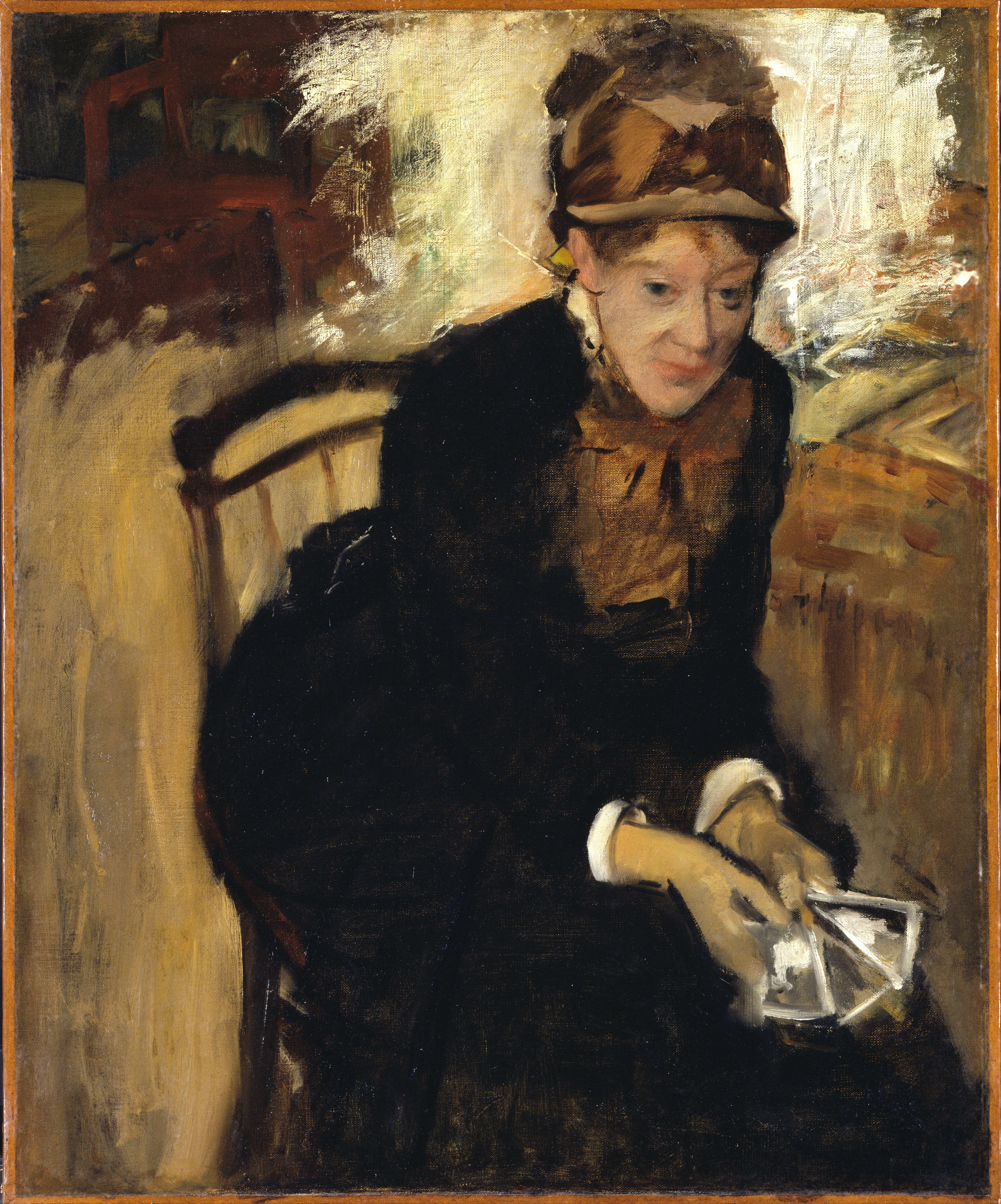
Edgar Degas, Mary Cassatt, 1880–1884
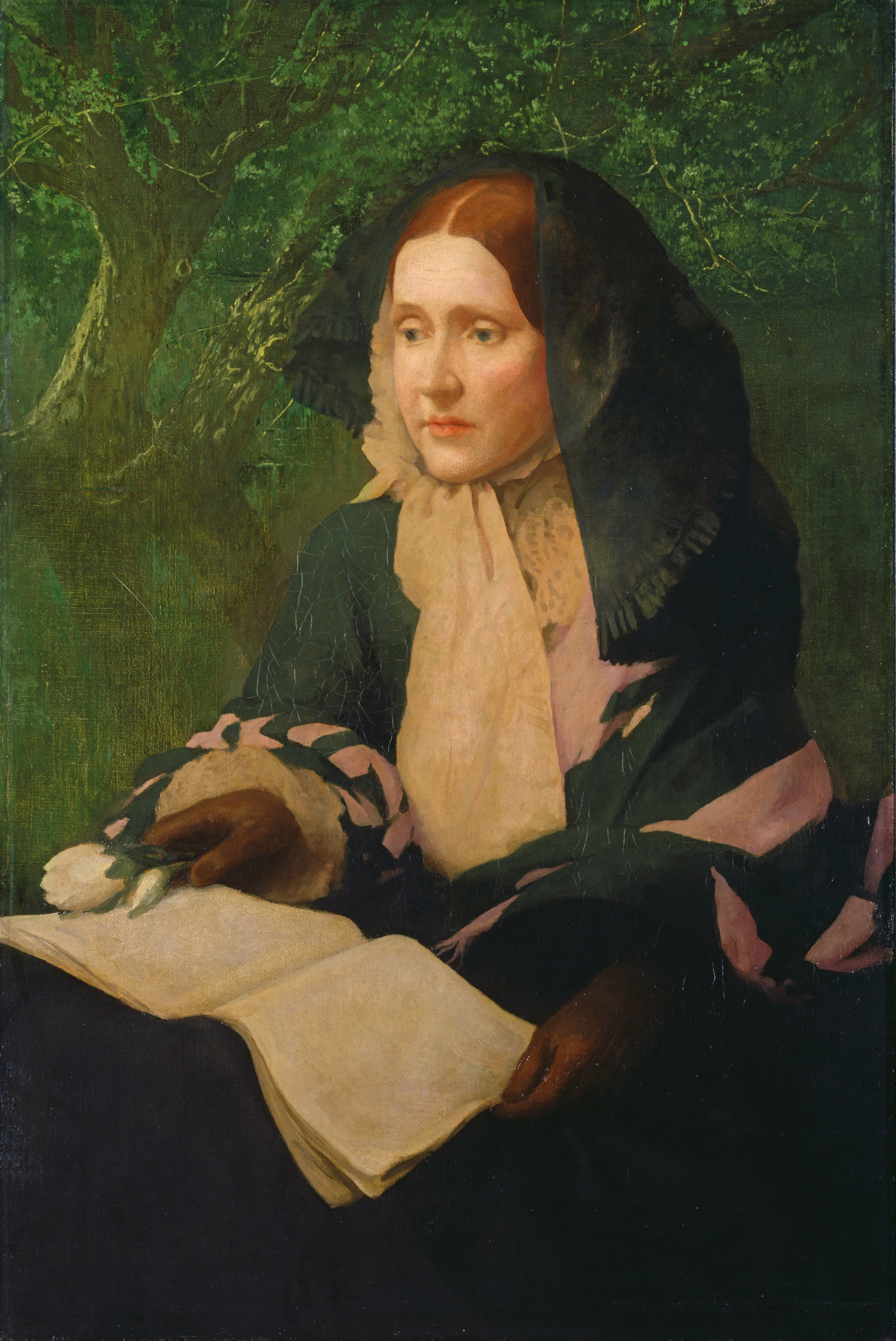
John Elliott, Portret Julii Ward Howe, 1910–1925

#### Fotografie i dagerotypy

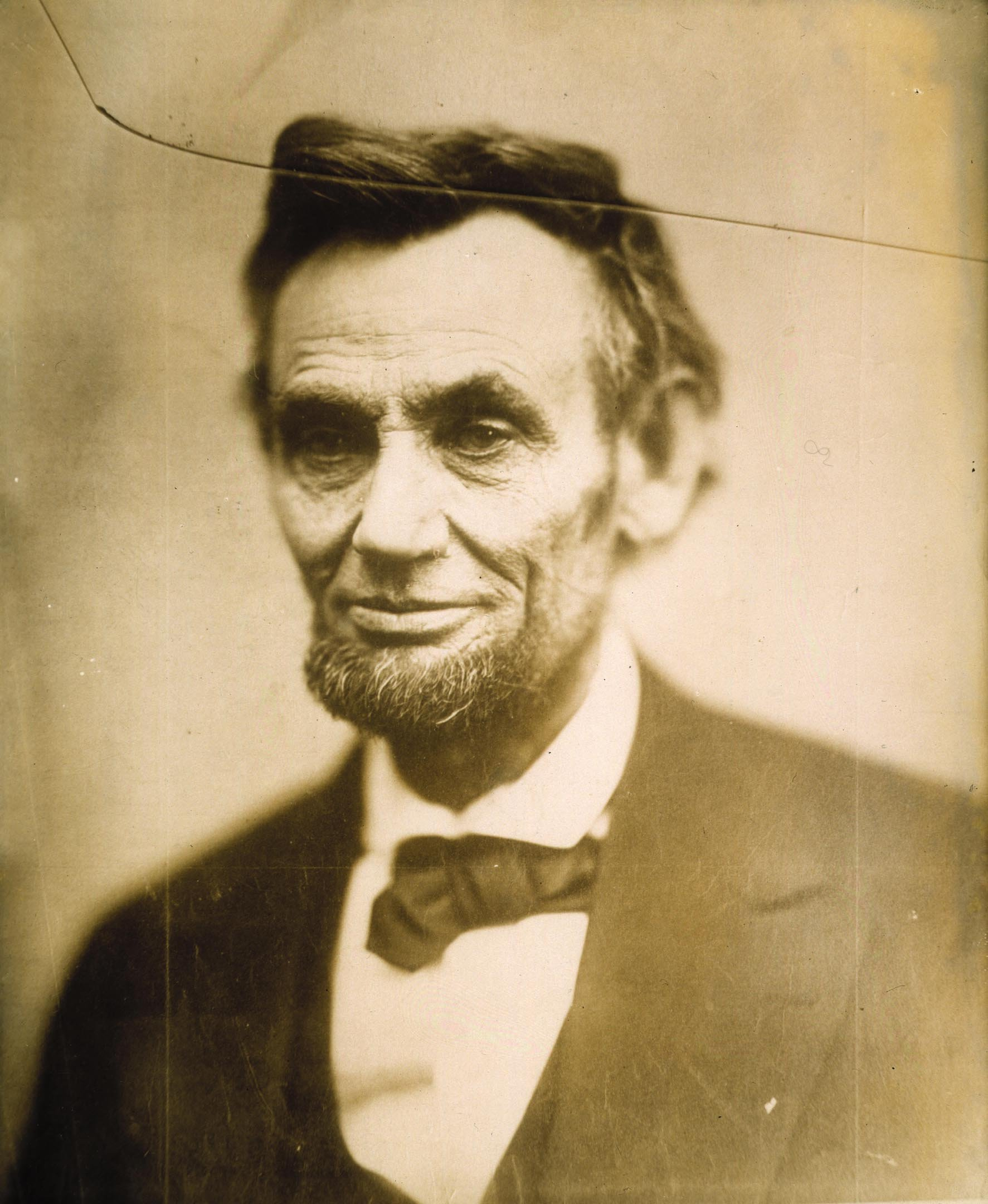
Alexander Gardner, Abraham Lincoln, (tzw. popękany portret), odbitka albuminowa, 1865
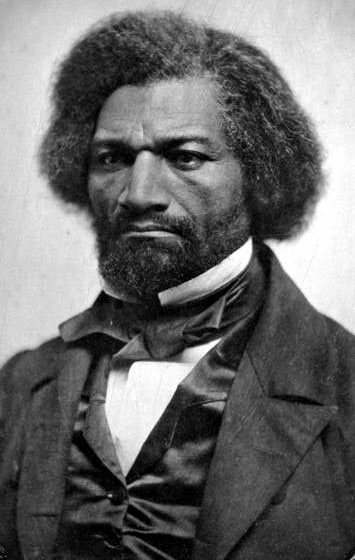
Frederick Douglass, dagerotyp nieznanego autora (1856), zakupiony przez muzeum w 1990
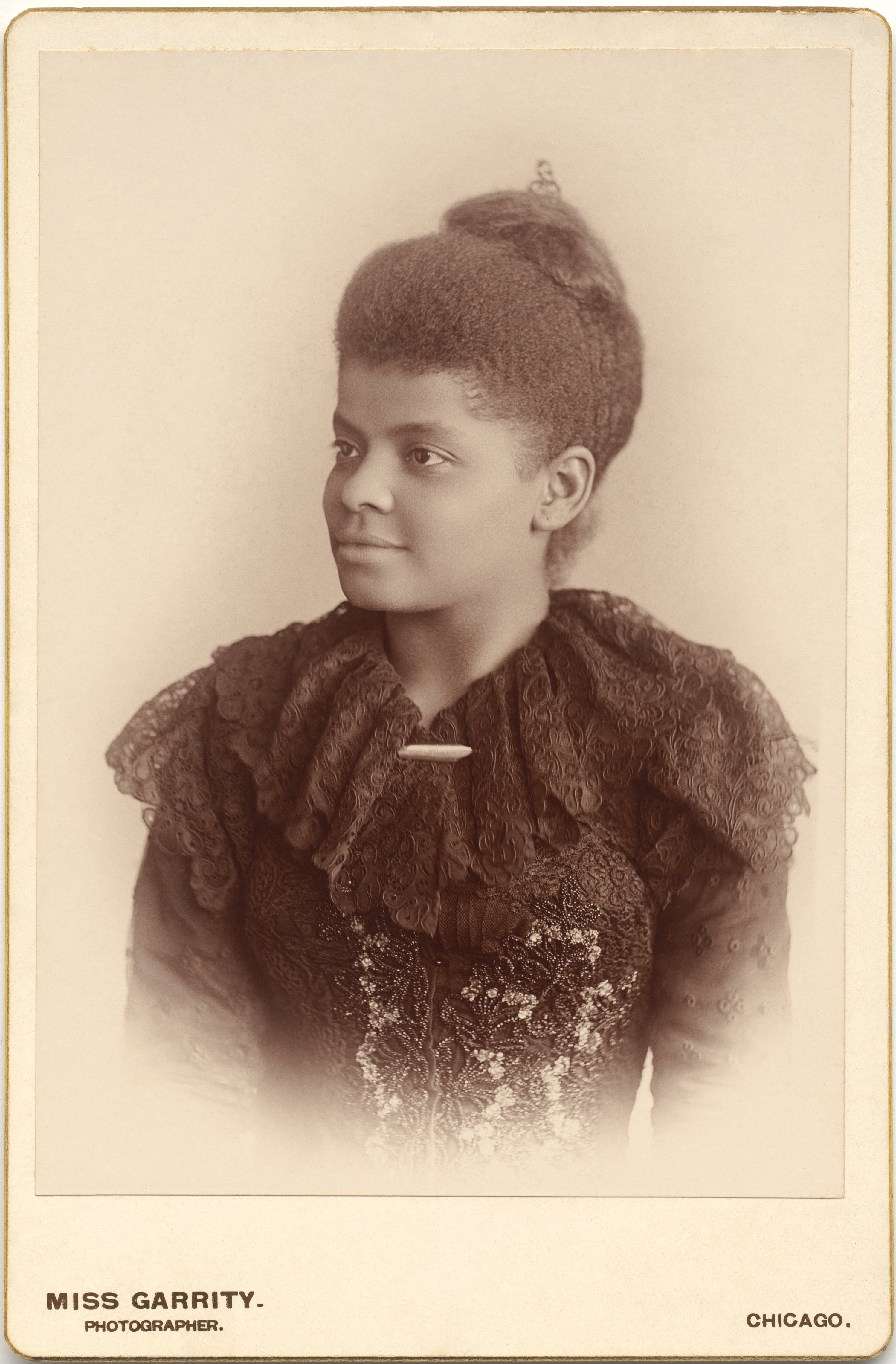
Mary Garrity, Ida Wells-Barnett, fotografia (1893)
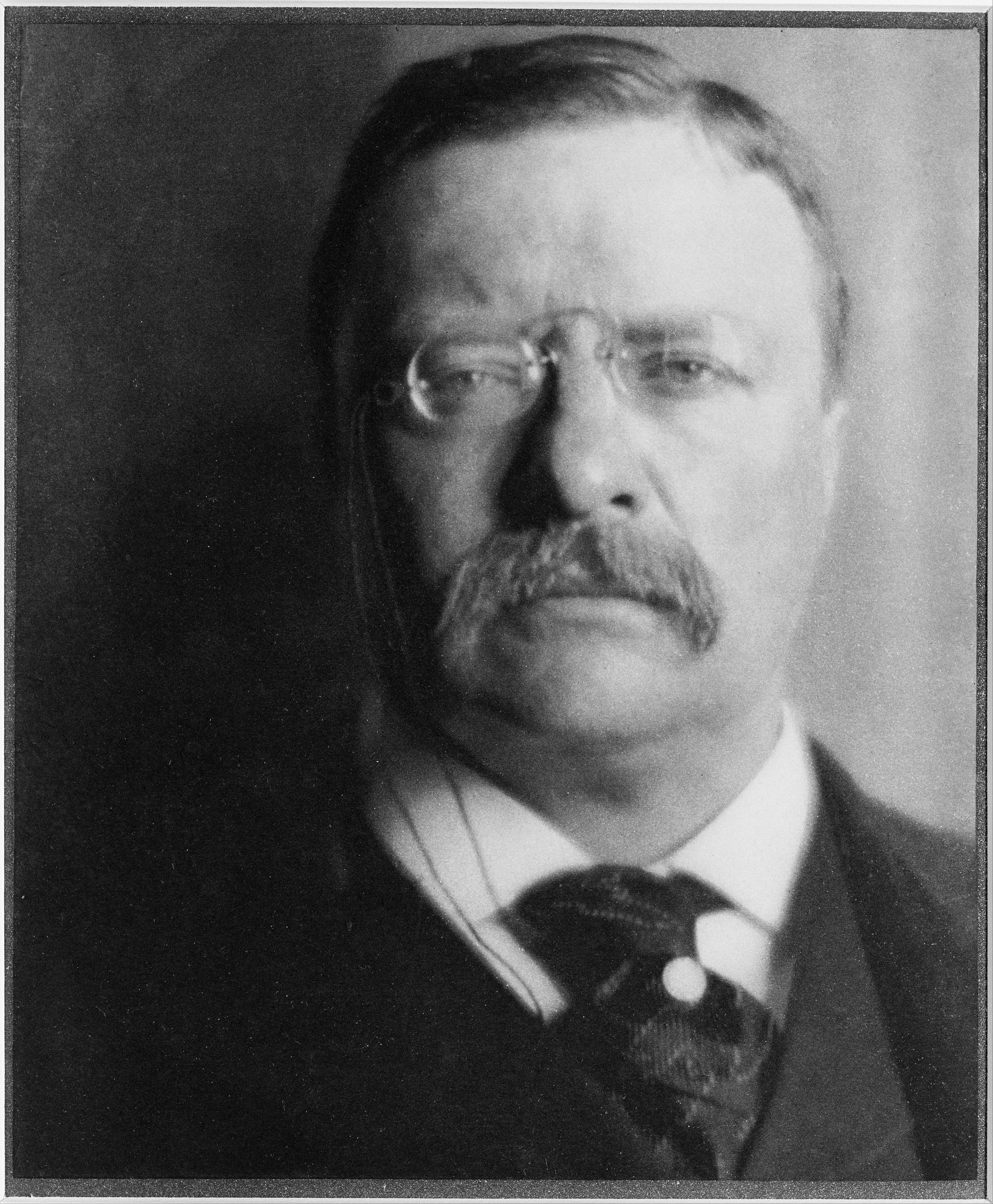
Alvin Langdon Coburn, Theodore Roosevelt, fotograwiura (1907; odbitka 1913)
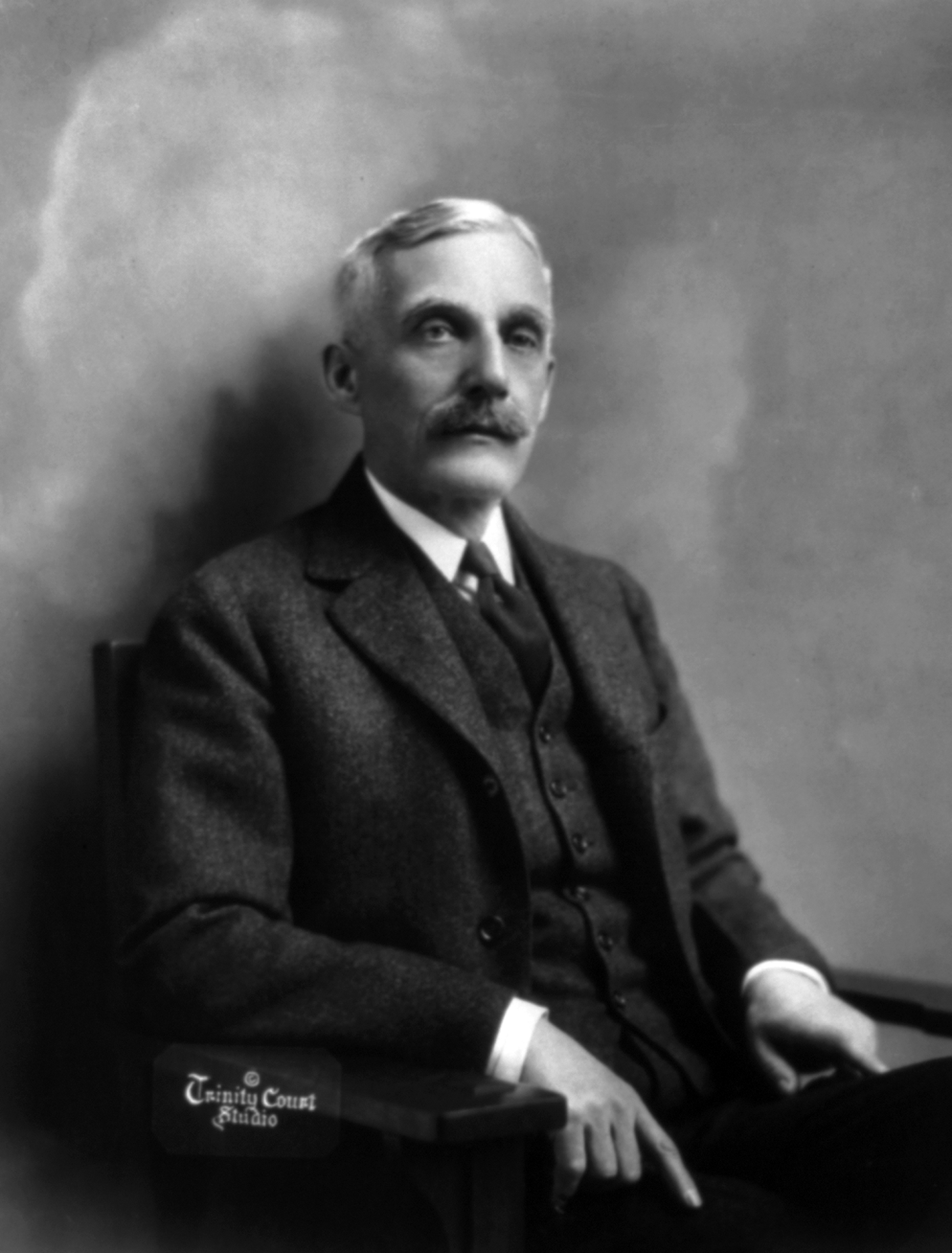
Andrew Mellon, którego kolekcja stała się podstawą zbiorów National Portrait Gallery, fotografia (1921)